# کلانیتس
کْلانیــِتس (به کرواتی: Klanjec) شهری در کراپینا-زاگریه کشور کرواسی است که جمعیت آن در سال ۲۰۱۱ میلادی ۲٬۸۵۳ نفر بوده‌است.